# 아프가니스탄계 미국인
아프가니스탄계 미국인(다리어: آمریکایی‌های افغان‌تبار Amrikāyi-hāye Afghān tabar, 파슈토어: د امريکا افغانان Da Amrīka Afghanan)은 아프가니스탄 혈통의 미국인이다. 이들은 북아메리카에서 가장 큰 아프가니스탄인 공동체를 형성하고 있으며, 두 번째로 큰 공동체는 아프가니스탄계 캐나다인이다. 아프가니스탄계 미국인은 아프가니스탄의 다양한 민족 집단 출신일 수 있다.
미국의 아프가니스탄인 공동체는 1979년 12월 소련의 아프가니스탄 침공 이후 대규모의 아프가니스탄인이 난민으로 유입되기 전까지는 미미했다. 다른 이들은 가장 최근의 아프가니스탄 전쟁 중 또는 그 후에 유사한 방식으로 도착했다. 아프가니스탄계 미국인은 미국 전역에 거주하며 일하고 있다. 캘리포니아주, 버지니아주, 뉴욕주는 역사적으로 가장 많은 수의 아프가니스탄계 미국인을 보유하고 있었다. 수천 명은 애리조나주, 텍사스주, 조지아주, 콜로라도주, 워싱턴주, 오클라호마주, 네브래스카주, 아이다호주, 미주리주, 노스캐롤라이나주, 메릴랜드주, 일리노이주에서도 발견된다.

## 역사와 인구
아프가니스탄계 미국인은 1860년대에 이미 도착한 역사가 긴 이민자들이다. 이 시기는 아프가니스탄-미국 관계가 수립되던 무렵이었다. 월러스 파드 무함마드는 아프가니스탄 출신이라고 주장했다. 1917년 월리 도드 파드(Wallie Dodd Fard)의 제1차 세계 대전 징집 등록 카드에는 그가 캘리포니아 로스앤젤레스에 사는 미혼 레스토랑 소유주이며, 1893년 아프가니스탄 신카에서 태어났다고 기록되어 있다. 1920년대와 1940년대 사이에 수백 명의 아프가니스탄인이 미국으로 이민 왔다. 1953년부터 1970년대 초까지 최소 230명이 합법적으로 미국에 입국했다. 그들 중 일부는 미국 대학에서 공부하기 위해 장학금을 받은 학생들이었다.

### 아프가니스탄 난민과 1980년 난민법

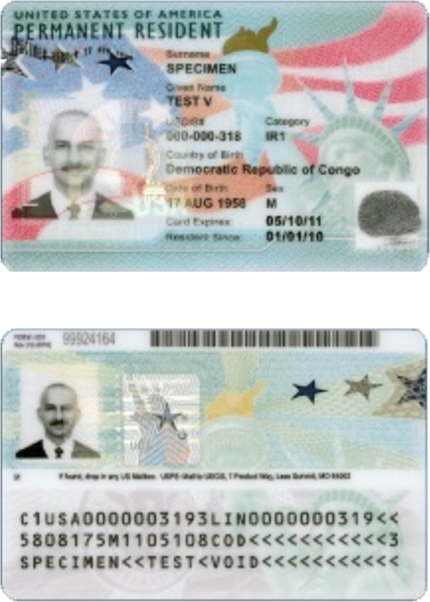
아프가니스탄 난민은 미국 도착일부로 법적으로 합법적 영주권자(미국의 영주권 소지자)가 된다.

1979년 소련의 아프가니스탄 침공 이후 약 5백만 명의 아프가니스탄인이 고향을 떠났다. 그들은 비밀리에 다른 나라로 이주하거나 (또는 피난처를 찾기 위해) 망명할 수밖에 없었다. 이들 아프가니스탄 난민 또는 망명 신청자들은 인근 파키스탄과 이란에서 임시 피난처를 찾았고, 그곳에서 수천 명이 유럽, 북아메리카, 오세아니아 및 세계 다른 곳으로 향했다. 법에 따라 파키스탄, 이란, 인도에서 태어난 이들은 어떤 식으로든 파키스탄인, 이란인, 인도인이 아니다. 이들의 출생 증명서 및 기타 법적 서류는 이들이 아프가니스탄 시민임을 확인한다.
1980년부터 아프가니스탄계 미국인들은 가족 단위로 미국에 도착하기 시작했다. 그들은 난민이나 망명 신청자로 입국했다. 일부 경우에는 다른 부모의 사망으로 인해 한 부모만이 가족을 대표하기도 했다. 그들은 뉴욕 도시권, 캘리포니아주(주로 샌프란시스코 베이 에어리어와 로스앤젤레스-오렌지군 지역) 및 이슬람 공동체 중심지가 그들을 결속시키는 미국 다른 지역에 정착하기 시작했다. 프리몬트 (캘리포니아)는 가장 많은 아프가니스탄계 미국인이 거주하는 곳이며, 그 다음은 버지니아주 북부, 그리고 뉴욕의 퀸스이다. 더 작은 아프가니스탄계 미국인 공동체는 텍사스주, 애리조나주, 오클라호마주, 워싱턴주, 조지아주, 미시간주, 아이다호주, 미주리주, 일리노이주, 펜실베이니아주, 플로리다주, 노스캐롤라이나주, 매사추세츠주, 메릴랜드주, 코네티컷주, 콜로라도주, 오하이오주, 유타주, 뉴멕시코주, 오리건주, 테네시주 등에도 존재한다. 시카고 시에서는 2000년 인구 조사에서 556명의 아프가니스탄계 미국인이 집계되었으며, 이 중 약 절반은 시내에 거주했다.
1980년대 초에 처음 도착한 아프가니스탄 가족들은 주로 부유하고 도시 및 교육받은 정예 출신이었다. 그들은 파키스탄과 인도에 임시 거주하면서 난민 지위를 정당하게 신청했으며, 상당수는 미국으로의 제3국 정착 전에 독일에 유사하게 거주했었다. 가족 재결합 프로그램은 농촌 아프가니스탄에서 온 덜 부유한 공동체를 유입시켰는데, 이들 중 다수는 문맹이었고 더 전통적인 마을 생활 방식을 유지했다.

### 2000년 어린이 시민권법
8 U.S.C. § 1157에 따라 입국하여 틀:Uscsub에 따라 영주권을 취득한 자는 미국의 영주권, 아프가니스탄 여권, 아프가니스탄 신분증 또는 기타 법적 서류를 소지하지 않더라도 법적으로 입국 불허에 대한 보호를 받는다. 그 특권 또는 혜택 외에도, 한 명의 부모가 귀화하면 그 또는 그녀의 모든 어린이는 법적으로 그러한 미국 부모를 통해 귀화할 자격을 얻는다. 이러한 미국 국적 부여는 미국 외에서 태어난 그 또는 그녀의 모든 자녀에게 법적으로 확대된다. 이러한 모든 국적 주장은 미국 연방 법원에서 법적으로 검토 가능하다.
2001년 9월 11일 이후, 아프가니스탄계 미국인 공동체는 차별에 직면했다. 부시 대통령의 경제 활성화를 위한 노동 합법화 계획은 2001년 테러 공격 이후 중단되었다. 이는 이민자 합법화 논의를 방해하여 2001년부터 2005년까지 입국한 이민자가 소수에 그치게 했다. 국토안보부에 따르면 2001년에는 406,080개의 이민 비자가 발급되었고, 2005년에는 395,005개가 발급되었다.

### 2009년 아프가니스탄 동맹 보호법

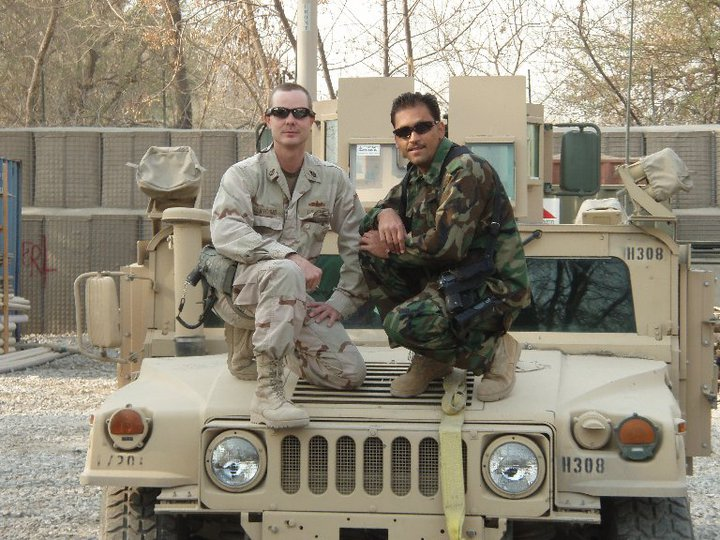
잘랄라바드, 낭가르하르주, 아프가니스탄에 있는 미군 병사와 아프가니스탄계 미국인 통역사.

2001년 한 뉴스 기자는 아무런 참고 자료나 출처 없이 아프가니스탄계 미국인이 20만 명이라고 무작위로 언급했다. 이 터무니없는 추정치에는 아마도 아프가니스탄계 캐나다인이 포함되었을 것이다. 미국 인구조사국에 따르면 2006년에는 약 65,972명의 아프가니스탄계 미국인이 있었다. 미국 공동체 조사 (ACS)는 2016년 미국에 거주하며 일하는 아프가니스탄 출생 이민자가 총 94,726명으로 추정했는데, 이는 지난 10년 동안 30% 증가한 수치이다. 2005년 이후 수천 명의 아프가니스탄인이 특수 이민 비자 (SIV) 프로그램을 통해 미국에 입국했다. 의회는 2009년 아프가니스탄 동맹 보호법을 통과시켰고, 이 법은 2014년에 연장되었다. 미국 주도 아프가니스탄 전쟁 중에 목숨을 걸었던 아프가니스탄인들은 SIV 자격을 얻었다. 이 아프가니스탄인 대상 프로그램은 수혜자와 그 직계 가족에게 미국 시민권을 향한 법적 경로를 제공했다.

### 2021년 철수

2021년 아프가니스탄 철수 및 대피 이후 미국 각 주 및 컬럼비아 특별구에 재정착한 아프가니스탄 난민 (CBS News 기준)

2021년 8월 탈레반이 카불을 장악한 후, 미국과 협력했던 이들을 포함한 많은 아프가니스탄인들이 미국으로 이주했다.
2021년 8월 이후 미국으로 이주한 10만 명 이상의 아프가니스탄 국적자 중 1,600명 이상의 비동반 미성년자를 수용했으며, 이는 보건복지부 난민 재정착 사무소 기록에 따른다.
미국 군대와 긴밀히 협력했던 사람들을 포함하여 미국을 지원했던 최대 15만 명의 아프가니스탄인이 아프가니스탄에 남아있었다.

### 난민 차별
재정착 과정에서 어려움을 겪은 아프가니스탄인들은 차별을 경험하여 트라우마를 악화시킬 수 있다. 아프가니스탄인들은 여전히 아프가니스탄을 탈출하며 피난처를 찾는 데 어려움을 겪고 있으며, 가장 최근에는 7월 15일 캐나다가 특별 이민 조치 프로그램을 폐쇄했다. 이 프로그램에 의존했던 아프가니스탄인들은 아프가니스탄에 갇혀 죽음이나 박해에 직면할 수 있으며, 특히 이 프로그램은 캐나다군, 캐나다 정부의 전직 직원과 그 가족을 대상으로 했기 때문에 더욱 그렇다.

## 문화
미국의 다른 이민자들과 마찬가지로 아프가니스탄계 미국인들도 점차 미국의 생활 방식을 받아들였다. 그러나 아프가니스탄에서 태어난 많은 사람들은 여전히 아프가니스탄의 문화를 매우 중요하게 여긴다. 예를 들어, 그들은 집에서 아프가니스탄 의상을 자주 입고, 아프가니스탄 쇼를 보고, 아프가니스탄 음악을 들으며, 주로 아프가니스탄 요리를 먹고, 아프가니스탄 정치에 대한 소식을 열정적으로 접한다. 그들은 또한 구전 전통인 이야기 전달을 중요하게 여긴다. 그들이 때때로 들려주는 이야기는 물라 나스레딘, 아프가니스탄의 역사, 신화, 종교에 관한 것이다.
아프가니스탄계 미국인들은 8월 19일을 아프가니스탄 독립 기념일로 기념하는데, 이는 1919년 영국-아프가니스탄 조약 체결 후 아프가니스탄이 완전히 독립한 1919년 8월과 관련이 있다. 아프가니스탄인 공동체가 있는 도시에서는 작은 축제가 열리는데, 보통 검정, 빨강, 녹색의 아프가니스탄 국기가 차량 주변에서 보이는 공원에서 열린다. 이드와 나와루즈는 아프가니스탄인들에게 여전히 인기 있는 축제이다. 2021년 미국 시트콤 United States of Al은 미국과 아프가니스탄 문화를 다루었다.
2001년 10월 워싱턴 포스트 기사는 프리몬트와 헤이워드에 집중된 아프가니스탄계 미국인 공동체가 "여러 면에서 거의 12시간 시차가 나는 나라의 축소판"이라고 주장한다. 공동체의 다양한 구성원들은 아프가니스탄 공동체가 국내의 갈등과 분열 이후에도 미국에서 여전히 분열되어 있지만, 모두 고국에 대한 사랑을 공유한다고 언급했다.

### 민족 및 인종
아프가니스탄계 미국인은 아프가니스탄에 존재하는 다양한 파슈툰인, 타지크인, 하자라인, 우즈베크인, 투르크멘인, 발루치인 등 여러 민족 집단으로 구성된다. 1945년부터 아프가니스탄계 미국인은 공식적으로 코카서스 인종으로 분류되었다. 미국 인구 조사 목적상 아프가니스탄인은 인종적으로 백인계 미국인으로 분류된다. 그러나 일부 아프가니스탄계 미국인은 스스로 중동계 미국인, 중앙아시아계 미국인 또는 남아시아계 미국인으로 정체성을 가질 수 있다. 최근에는 더 정확한 분류를 위해 SWANA(아프가니스탄계 미국인 포함)라는 새로운 인구 조사 범주를 만들자는 제안이 있었다.

### 종교
대부분의 아프가니스탄계 미국인은 수니 이슬람을 따르는 무슬림이며, 상당수의 시아 무슬림 공동체가 있다. 버지니아주 북부에 거주하는 많은 아프가니스탄계 미국인들은 다수의 지부를 가진 올덜레스 지역 무슬림 사회의 일원이다. 2001년 9·11 테러 이후, 뉴욕시의 아프가니스탄계 미국인들이 운영하는 모스크는 헌혈을 하고 세계 무역 센터(WTC)에서 사망한 사람들을 위한 추모식을 열었으며 뉴욕 소방관들을 위한 기념비에 자금을 지원했다.
뉴욕에는 약 200가구에 달하는 아프가니스탄 유대인 공동체가 2007년에 있었다. 로스앤젤레스 지역의 아프가니스탄계 미국인 집단은 기독교를 따른다. 후세인 안다리아스(Hussain Andaryas)는 하자라족 출신 아프가니스탄인 기독교 텔레비전 전도사이다. 아브라함 계통의 종교 외에도 아프가니스탄 힌두교와 아프가니스탄 시크교 공동체가 존재한다. 이들은 주로 뉴욕주와 메릴랜드주에서 발견된다.

### 미디어
아프가니스탄계 미국인들은 디아스포라를 위한 미디어 매체를 형성했다. 예를 들어, 아리아나 아프가니스탄, 파얌-에-아프간, 투티 TV, 파미르 TV와 같은 텔레비전 채널이 있다. 1990년대에는 KSCI 채널 18을 통해 로스앤젤레스에서 아프가니스탄 TV가 방송되었으며, 아프가니스탄 미러와 같은 잡지도 있었다. 아프가니스탄 청소년, 연대, 여성 인권 등을 위한 많은 단체도 결성되었다. 최근에는 라디오 아프가니스탄 로스앤젤레스(Radio Afghan Los Angeles)라는 새로운 라디오 방송국도 개국했다. 2020년 미사크 카지미(Misaq Kazimi)는 아프가니스탄 예술가, 사상가, 문화 보존자의 목소리를 담은 TV 쇼 및 팟캐스트 "Afghanistan by Afghans"를 시작했다. 이 쇼는 자린 TV에서도 방영된다.

## 인구 통계

### 이민
2017년부터 2021년까지 이민 정책 연구소(Migration Policy Institute) 웹사이트의 추정치에 따르면, 미국에는 118,500명의 아프가니스탄 이민자가 있었다. 아프가니스탄 이민자가 가장 많은 카운티 또는 카운티와 동등한 지역은 다음과 같다.
| 순위 | 카운티            | 주           | 인구   |
| ---- | ----------------- | ------------ | ------ |
| 1    | 새크라멘토군      | 캘리포니아주 | 15,400 |
| 2    | 앨러미다군        | 캘리포니아주 | 7,200  |
| 3    | 페어팩스군        | 버지니아주   | 6,400  |
| 4    | 킹군              | 워싱턴주     | 4,700  |
| 5    | 컨트라코스타군    | 캘리포니아주 | 4,500  |
| 6    | 프린스윌리엄군    | 버지니아주   | 4,300  |
| 7    | 로스앤젤레스군    | 캘리포니아주 | 3,800  |
| 8    | 오렌지군          | 캘리포니아주 | 3,600  |
| 9    | 샌디에고군        | 캘리포니아주 | 3,300  |
| 10   | 베어군            | 텍사스주     | 3,100  |
| 11   | 퀸스군            | 뉴욕주       | 2,700  |
| 12   | 샌와킨군          | 캘리포니아주 | 2,200  |
| 13   | 스타니슬라오군    | 캘리포니아주 | 1,900  |
| 14   | 트래비스군        | 텍사스주     | 1,800  |
| 15   | 알렉산드리아 (시) | 버지니아주   | 1,800  |
| 16   | 리버사이드군      | 캘리포니아주 | 1,800  |
| 17   | 타런트군          | 텍사스주     | 1,700  |
| 18   | 프린스조지스군    | 메릴랜드주   | 1,700  |
| 19   | 매리코파군        | 애리조나주   | 1,600  |
| 20   | 나소군            | 뉴욕주       | 1,500  |
| 21   | 라우던군          | 버지니아주   | 1,500  |
| 22   | 해리스군          | 텍사스주     | 1,500  |
| 23   | 댈러스군          | 텍사스주     | 1,100  |
| 24   | 올버니군          | 뉴욕주       | 1,100  |

### 경제

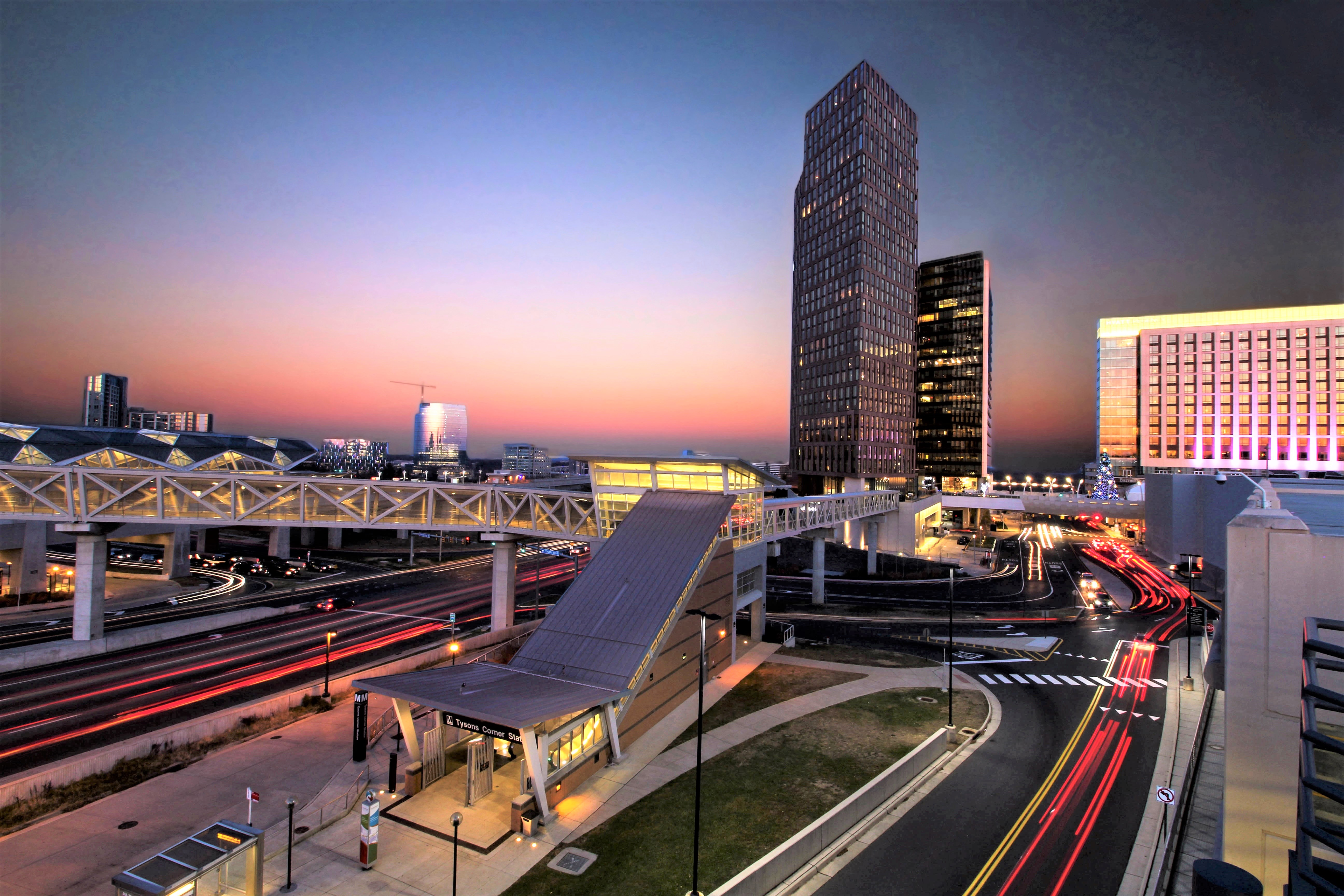
버지니아주 북부는 대규모 아프가니스탄계 미국인 노동력을 보유하고 있다.

많은 아프가니스탄계 미국인들은 아프가니스탄에 부동산을 소유하고 있으며, 어떤 경우에는 대대로 조상으로부터 상속받은 법적 재산이다. 21세기 이전에 도착한 아프가니스탄계 미국인들은 주로 다른 중산층 미국인과 가까이 거주한다. 일부는 상위 중산층 동네에 살며 고소득을 올리기도 한다.
대부분의 아프가니스탄계 미국인들이 원래 8 U.S.C. § 1157에 따라 난민으로 입국했기 때문에, 정부는 다양한 형태의 지원 (복지)을 제공하고 그들의 거주 도시를 선택해주었다. 일부는 더 큰 아프가니스탄인 공동체가 있는 다른 도시로 이주하기로 결정했지만, 대부분은 처음 도착한 도시에 머물렀다. 그들은 점차 정부 지원 프로그램에서 벗어나 결국 주택 모기지를 받았다. 그들의 자녀들은 대학에 진학했다. 이를 달성하지 못한 사람들은 소상공인을 건설하거나 가맹업을 시작하기로 결정했다. 다른 사람들은 부동산 중개인, 은행 직원, 사무직, 호텔 직원, 상점 점원, 영업 사원, 경비원, 운전사, 정비공, 웨이터 등이 되었다.
미국의 다른 많은 이민자들과 마찬가지로, 아프가니스탄계 미국인들은 종종 소상공인 운영에 참여한다. 많은 이들이 미국식 및 아프가니스탄식 음식점과 아프가니스탄 시장을 운영하며, 일부는 1990년대에 맨해튼의 노점상으로 보고되었는데, 그곳에서 그들은 이 분야에서 그리스계 미국인을 대체했다.
아프가니스탄계 미국인(특히 "난민"으로 분류된 사람)의 가구 소득은 2015년 중앙값이 5만 달러였다. 이 수치는 멕시코계 미국인, 쿠바계 미국인보다 높고 몽족계 미국인보다 약간 높지만, 베트남계 미국인보다는 낮다.

### 교육
1979년 이전에 미국에 입국한 아프가니스탄 이민자들은 교육 수준이 높았다. 대조적으로, 현재 이민자들은 전체주의, 집단학살, 고문, 박해, 학대 및 군사 분쟁을 피해왔다. 이 집단은 영어 학습에 어려움을 겪었다. 20세기 중반에 미국에서 교육을 받았고 아프가니스탄으로 돌아갔던 이들은 종종 의학과 공학 분야의 교육이 구식으로 간주되어 미국으로 돌아왔을 때 취업에 어려움을 겪었다. 1979년 소련 침공 이후 아프가니스탄의 교육 시스템이 악화되었고, 이는 20세기 후반에 많은 이민자들이 교육 수준에 덜 중점을 두게 했다.

## 저명한 인물

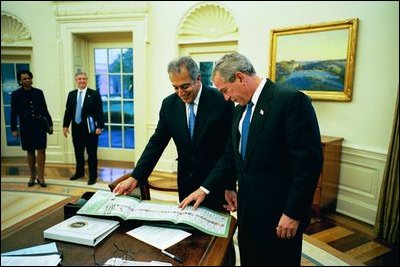
2004년 잘메이 할릴자드와 조지 W. 부시

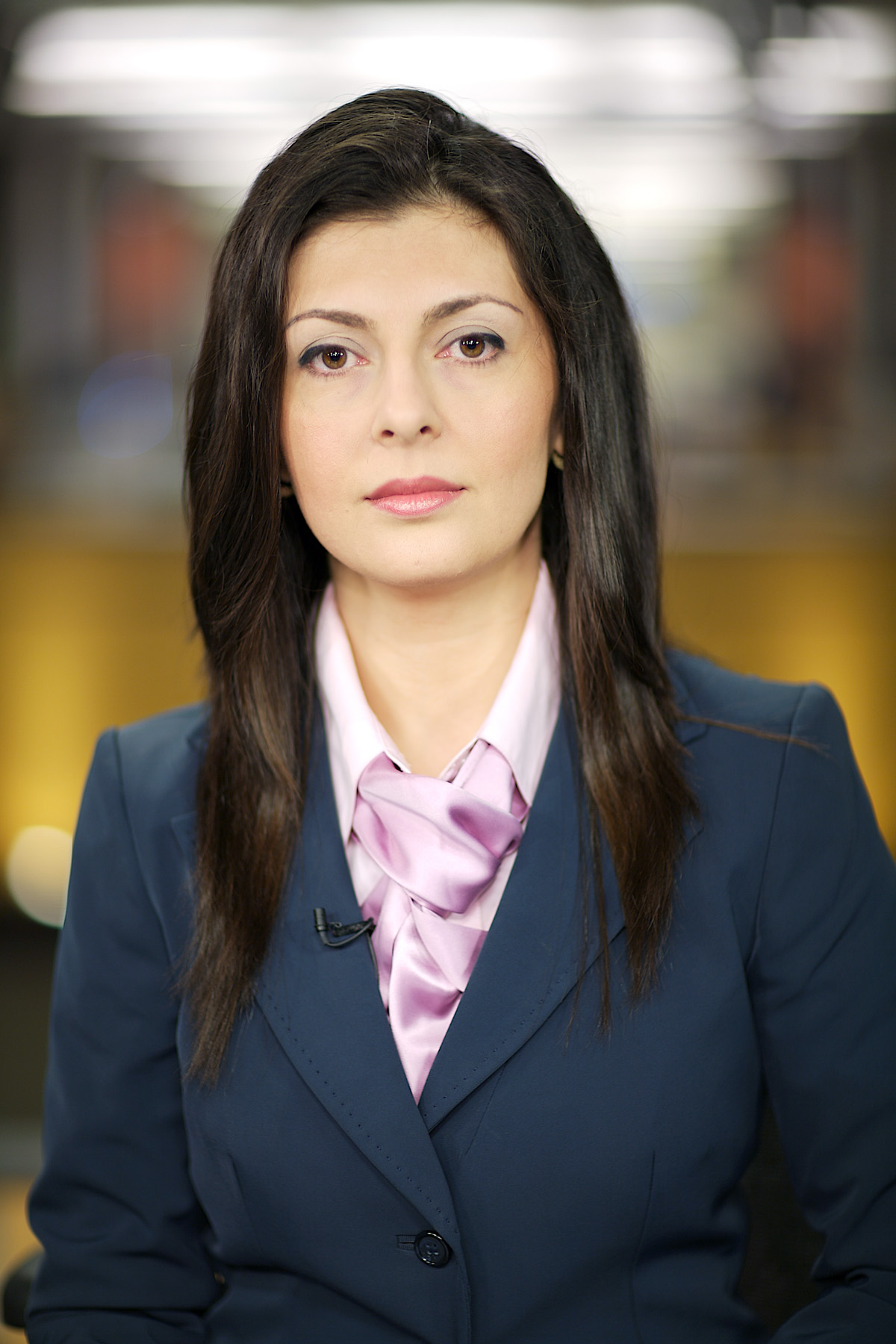
미국의 소리의 선임 편집자이자 텔레비전 진행자 리나 로즈비흐(Lina Rozbih)

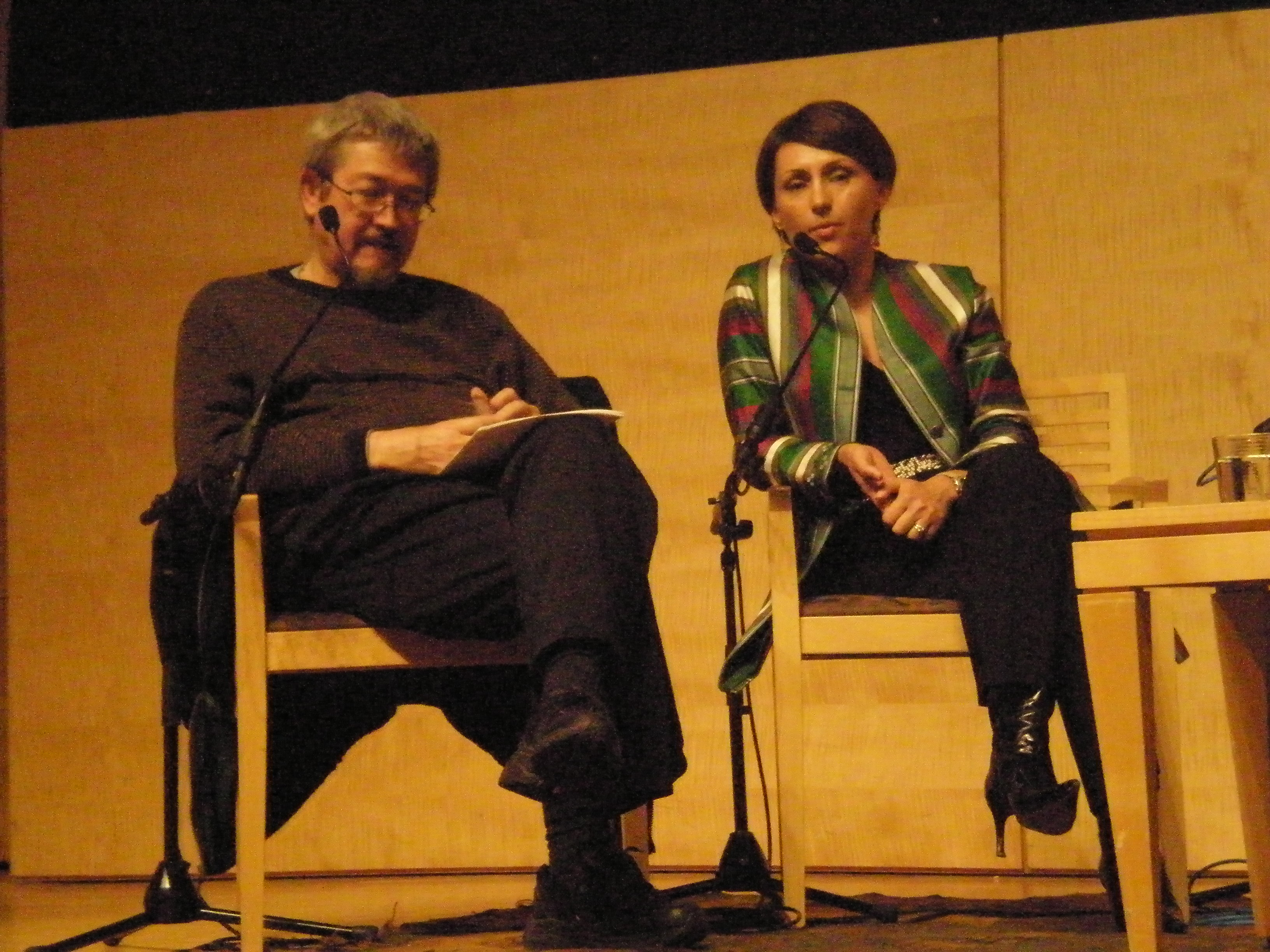
작가 타밈 안사리와 활동가 후마이라 길자이(Humaira Ghilzai)

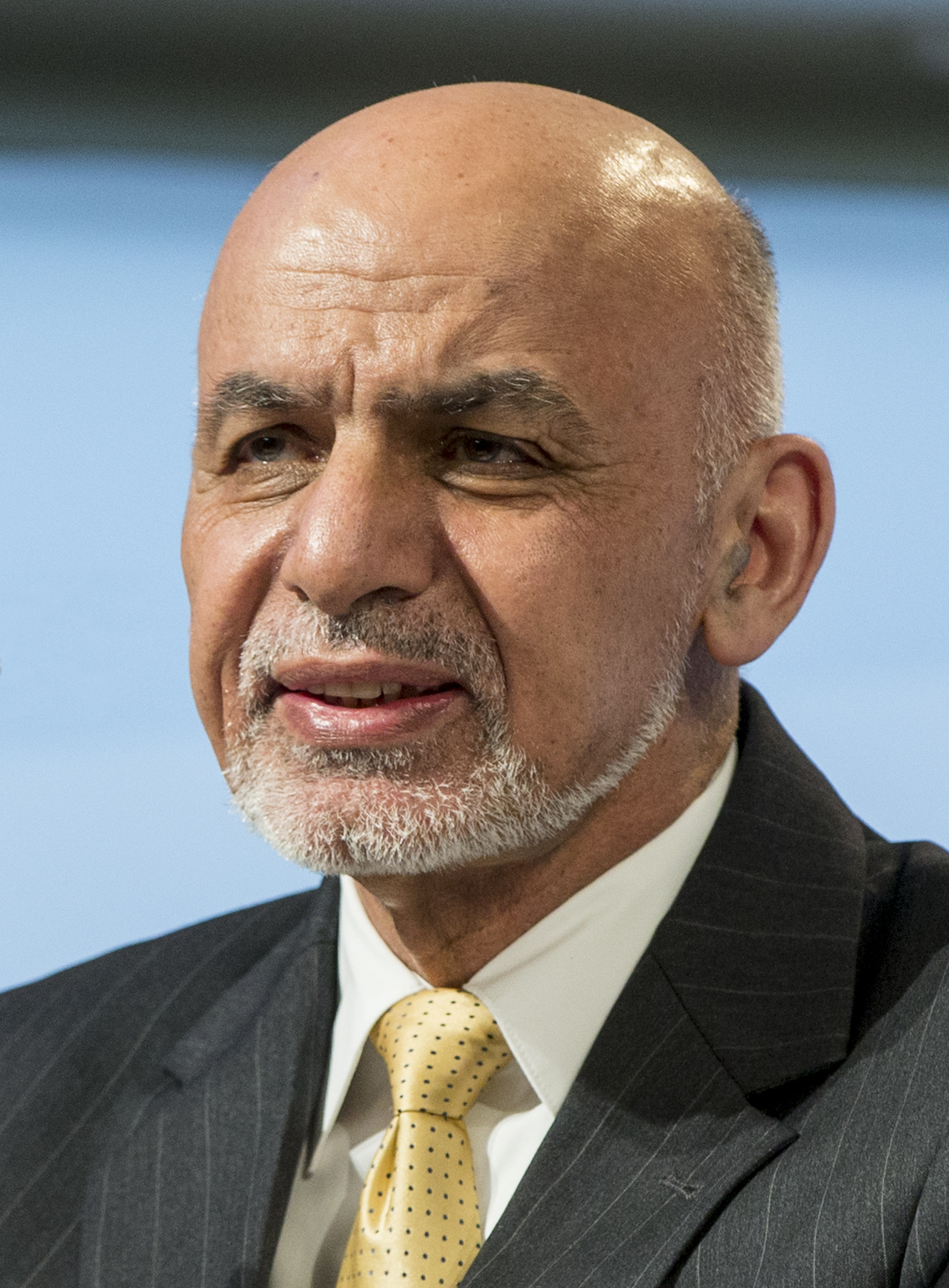
제5대 아프가니스탄 대통령 아슈라프 가니

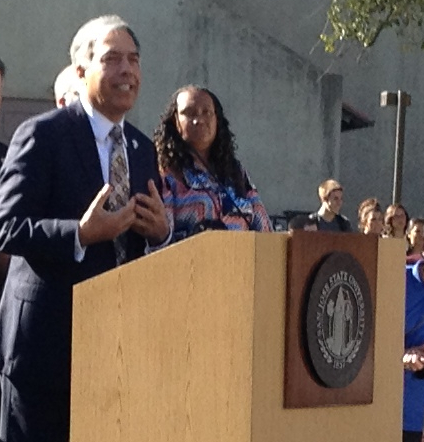
모하마드 카유미는 산호세 주립 대학교와 캘리포니아 주립 대학교 이스트 베이 총장을 역임했다.

### 정치, 학계 및 문학
- 잘메이 할릴자드 – 2007년부터 2009년까지 주유엔 미국 대사
- 아슈라프 가니 – 제5대 아프가니스탄 대통령
- 알리 잘랄리 – 워싱턴 D.C.의 국방대학교 석좌 교수; 전 아프가니스탄 외교관
- 모하마드 카유미 – 전 산호세 주립 대학교 및 캘리포니아 주립 대학교 이스트 베이 총장
- 사피야 와지르(Safiya Wazir) – 뉴햄프셔주 하원 의원
- 아이샤 와합(Aisha Wahab) – 캘리포니아주 상원 의원[66][67]
- 아즈말 아마디(Ajmal Ahmady) – 아프가니스탄 정치인
- 사이드 타이예브 자와드(Said Tayeb Jawad) – 2003년부터 2010년까지 주미 아프가니스탄 대사
- 나지프 샤흐라니(Nazif Shahrani) – 인디애나 대학교 인류학 교수
- 이샤크 샤흐랴르(Ishaq Shahryar) – 2002년부터 2003년까지 주미 아프가니스탄 대사
- 왈리 카르자이(Wali Karzai) – 스토니브룩 대학교 생화학 교수
- M. 이샤크 나디리(M. Ishaq Nadiri) – 뉴욕 대학교 경제학 교수[68]이자 2001년 아프가니스탄 본 회담 서명자
- 나케 M. 캄라니(Nake M. Kamrany) – 서던캘리포니아 대학교 경제학 교수[69][70]
- 하리스 타린(Haris Tarin) – 무슬림 공공 문제 협의회 (MPAC) 이사[71]
- 타밈 안사리 – 2001년 "9·11" 테러 직후 출판된 책 웨스트 오브 카불, 이스트 오브 뉴욕의 저자.
- 할레드 호세이니 – 베스트셀러 작가로, 연을 쫓는 아이와 천 개의 찬란한 태양 등의 작품이 있다.
- 파리바 나와(Fariba Nawa) – 아편 국가의 저자이자 언론인
- 카이스 아크바르 오마르(Qais Akbar Omar) – 아홉 개의 탑 요새의 저자이자 카불의 셰익스피어 공동 저자
- 사피 라우프(Safi Rauf) – 탈레반 인질이자 비영리 단체 설립자
- 하미드 나위드(Hamid Naweed) – 작가이자 미술사학자
- 레일라 크리스틴 나디르(Leila Christine Nadir) – 작가이자 예술가
- 굴람 하이데르 하미디(Ghulam Haider Hamidi) – 전 칸다하르 시장
- 하피줄라 에마디(Hafizullah Emadi) (신카이 출생) – 독립 학자 및 포커스 휴머니테리언 어시스턴스(Focus Humanitarian Assistance) 개발 컨설턴트

### 사업 및 금융
- 마흐무드 카르자이 – 전 아프가니스탄 대통령 하미드 카르자이의 형이자 아프가니스탄 요리 레스토랑 소유주
- 카윰 카르자이 – 전 아프가니스탄 대통령 하미드 카르자이의 형이자 남부 캘리포니아 및 볼티모어-워싱턴 메트로폴리탄 지역에 아프가니스탄 요리 레스토랑 소유주
- 에산 바야트(Ehsan Bayat) – 아프간 와이어리스를 설립한 사업가

### 스포츠
- 하일라이 아르간디왈(Hailai Arghandiwal) – 축구 선수로, 독일 클럽 뒤스부르크와 아프가니스탄 여자 국가대표팀에서 뛰고 있다.
- 아담 나젬(Adam Najem) – 축구 선수로, 캐나다 프리미어리그 클럽 FC 에드먼턴과 아프가니스탄 국가대표팀의 미드필더로 뛰고 있다.
- 데이비드 나젬(David Najem) – 축구 선수로, USL 챔피언십 클럽 뉴멕시코 유나이티드와 아프가니스탄 국가대표팀의 수비수로 뛰고 있다.
- 아흐마드 하티피(Ahmad Hatifi) – 축구 선수로, 미드필더이며 현재 CD 아길루초스 USA에서 뛰고 있다.
- 모하마드 마슈리키(Mohammad Mashriqi) - 축구 선수
- 알렉스 힌쇼(Alex Hinshaw) – 전 야구 투수[72]
- 제프 브론키(Jeff Bronkey) – 전 야구 선수[72]
- 샤밀라 코헤스타니(Shamila Kohestani) - 전 축구 선수이자 최초의 여자 국가대표팀 창립자

### 미디어 및 예술
- 아지타 가니자다 – 배우이자 TV 진행자로, 여러 영화와 TV 쇼에 출연했다.
- 도니 케샤워즈 - 아프가니스탄계 캐나다-미국인 무대, 영화, 텔레비전 배우
- 소니아 나세리 콜(Sonia Nassery Cole) – 배우이자 감독
- 안와르 하제르(Anwar Hajher) – 영화 제작자이자 교수, 아프가니스탄에서의 16일
- 유수프 코자드(Youssof Kohzad) – 예술가, 시인, 화가, 배우
- 아네트 마헨드루(Annet Mahendru) – 배우로, 여러 영화와 TV 쇼에 출연했다.
- 나빌 미스킨야르(Nabil Miskinyar) – 텔레비전 앵커
- 자와드 와셀(Jawed Wassel) – 첫 아프가니스탄 오스카 후보 영화 파이어댄서의 작가/감독.
- 조시 개드 – 겨울왕국과 잡스에 출연한 배우. 아프가니스탄계 유대인 아버지.
- 리나 알람(Leena Alam) – 카불리 키드, 로리, 흙과 산호, 그리고 미지의 세계의 배우
- 파힘 파즐리 – 아이언맨 등 여러 영화에 출연한 배우[73]
- 로버트 조프리 – 압둘라 자파 베이 칸(Abdullah Jaffa Bey Khan)으로 태어났으며 조프리 발레의 공동 설립자로 알려져 있다.
- 아만 모자디디(Aman Mojadidi) – 아프가니스탄 정치와 다문화적 정체성에 초점을 맞춘 예술가[74]
- 누르 우주아(Noor Wodjouatt), 자린 TV 설립자이자 케네디 센터 공연자

### 음악가
- 오마르 아크람 – 뉴에이지 앨범 부문 그래미상을 수상한 피아니스트[75][76]
- 파하드 다리아 – 아프가니스탄 음악가
- 자와드 가지야르(Jawad Ghaziyar) – 아프가니스탄 음악가
- 라힘 자하니(Rahim Jahani) – 아프가니스탄 음악가
- 나임 포팔(Naim Popal) – 아프가니스탄 음악가
- 아흐마드 왈리(Ahmad Wali) – 아프가니스탄 음악가
- 아지즈 헤라위(Aziz Herawi) - 아프가니스탄 음악가
- 나그흐마 - 아프가니스탄 음악가
- 에산 아만(Ehsan Aman) - 아프가니스탄 음악가

### 미인 대회 참가자
- 조흐라 다우드(Zohra Daoud) – 1974년 미스 아프가니스탄
- 비다 사마드자이 – 미스 어스 2003의 뷰티 포 어 코즈(Beauty for a Cause)

### 아프가니스탄 왕족
- 아흐마드 샤 칸, 아프가니스탄 왕세자와 카툴 베굼, 아프가니스탄 공주

### 기타
- 헤바드 칸 – 프로 포커 플레이어[77]
- 자히라 자히르(Zahira Zahir) - 아프가니스탄 가수 아흐마드 자히르의 누나. 조지 W. 부시 등의 머리를 잘라준 것으로 유명하다.
- 라지아 잔(Razia Jan) - 아프가니스탄 비영리 교육 단체 대표
- 샤밈 자와드(Shamim Jawad) - 여성 인권 옹호자 및 구호 활동가

## 같이 보기
- 미국의 중앙아시아인
- 아프가니스탄 디아스포라
- 아프가니스탄-미국 관계
- 아프가니스탄의 인구

## 추가 자료
- Aslami, Wajma. "The Impact of 9/11 on Afghan-American Leaders." Journal of Applied Management and Entrepreneurship 15.1 (2010): 124+.
- Baden, John Kenneth. "Through Disconnection and Revival: Afghan American Relations with Afghanistan, 1890-2016." (PhD Diss. Case Western Reserve University, 2018).
- Cvetkovich, Ann. “Can the Diaspora Speak? Afghan Americans and the 9/11 Oral History Archive.” Radical History Review (2011), no. 111 (2011): 90–100.
- Eigo, Tim. "Afghan Americans." Gale Encyclopedia of Multicultural America, edited by Thomas Riggs, (3rd ed., vol. 1, Gale, 2014), pp. 17–30. online
- Lipson, Juliene G., and Patricia A. Omidian. “Afghans.” In Refugees in America in the 1990s: A Reference Handbook, edited by David W. Haines. (Greenwood Press, 1996).
- Thernstrom, Stephan, ed. Harvard Encyclopedia of American Ethnic Groups (1980) pp 3–5.